# Rudolf al II-lea, Duce al Austriei
Rudolf al II-lea (n. 1270, Rheinfelden⁠(d), cantonul Aargau, Elveția – d. 10 mai 1290, Praga, Regatul Boemiei) cunoscut și ca Rudolf al V-lea conte de Habsburg, a fost duce de Austria și Stiria din 1282 până în 1283, împreună cu fratele său mai mare, Albert, și duce de Suabia, Alsacia și Argovia.

## Biografie
Rudolf al II-lea a fost fiul regelui Rudolf I de Habsburg și al primei sale soții, Gertruda de Hohenberg, cel mai tânăr fiu al lor care a supraviețuit copilăriei.   
El a fost pentru o jumătate de an duce al teritoriilor deținute în trecut de familia Babenberg. Astfel pe 17 decembrie 1282, la dieta imperială de la Augsburg, Rudolf a fost ridicat de tatăl său la rangul de principe imperial primind în comun cu fratele său, Albert, ducatele Austria, Stiria, Carintia, Craina și Marca Vindica (pe care Ottokar al II-lea le ocupase prin forță în 1278). Documentul oficial imperial poartă data de 27 decembrie 1282 și un sigiliu din aur. O înfeudare comună nu era obișnuită în teritoriile austriece, ci doar în cele germane astfel încât Stările Generale au cerut să fie făcută o separare a posesiunilor acordate celor doi fii. Prin Contractul de la Rheinfelden pe 1 iunie 1283 Rudolf a renunțat la aceste ducate în favoarea fratelui său mai mare, Albert, urmând ca în maxim patru ani  să primească în schimb un principat sau un regat și o compensație în bani pentru această renunțare. Rudolf a rămas în teritoriile austriece și s-a ocupat de administrarea acestora.

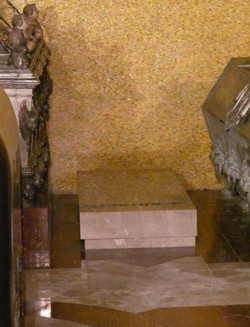
Mormântul lui Rudolf al II-lea (Catedrala Sf. Vitus din Praga)

El a preluat regența în Austria Anterioară (situată la vest de Tirol și Bavaria) și în Klettgau, primind titlul de Duce de Suabia mai mult onorific deoarece înfeudarea efectivă, ca de altfel și primirea compensațiilor convenite cu Albert nu au devenit realitate până la moartea sa prematură la vârsta de aproximativ 19 ani.
Ducatul Suabia aparținea formal conților de Habsburg de la dispariția ducelui Conradin din dinastia Hohenstaufen, ucis în 1268 înainte de a atinge vârsta majoratului. În Suabia conții de Habsburg dețineau însă doar teritorii mici și răspândite, care au format ulterior Austria Anterioară, feudă care în fapt nu a aparținut niciodată lui Rudolf al II-lea. 
În primăvara anului 1288 el a asediat cetatea Weißenburg (din Klettau), unde tatăl său i-a venit în ajutor. În aceeași perioadă a luat parte la campania tatălui său împotriva Bernei (1288/1289), care se aliase cu Casa de Savoia. După ce tatăl său a eșuat în primul atac asupra orașului, Rudolf a reușit să-i provoace pe bernezi să contraatace și pe 27 aprilie 1289 i-a învins în Bătălia de la Schosshalde.
Rudolf era descris de cronicarii contemporani ca un tânăr puternic și priceput la război și de aceea moartea sa la 10 mai 1290 pe când o vizita pe sora sa Iudita la Praga, a fost considerată surprinzătoare.  
El a fost înmormântat în cetatea din Praga, iar în 1373, la dorința lui Carol al IV-lea, rămășițele sale au fost mutate în Catedrala Sf. Vitus din Praga.
Optsprezece ani mai târziu, pe 1 mai 1308, ca răzbunare pentru refuzul de a-i acorda drepturile cuvenite prin moștenire, Ioan de Suabia , fiul postum al lui Rudolf, l-a ucis pe unchiul său, Albert, motiv pentru care Ioan a fost supranumit Paricidul.

## Căsătoria și descendenții
Rudolf al II-lea s-a căsătorit cu Agnes de Boemia, fiica regelui Ottokar al II-lea Přemysl, la Praga în 1289. Cei doi au avut un fiu:
- Ioan de Suabia supranumit Paricidul și, de asemenea, Postumul  (1290 – 1313).[3]